# Physcomitrium luteolum
Physcomitrium luteolum är en bladmossart som beskrevs av Bescherelle 1877. Physcomitrium luteolum ingår i släktet huvmossor, och familjen Funariaceae. Inga underarter finns listade i Catalogue of Life.